# Whitesnake
Whitesnake är ett brittiskt hårdrocksband bildat år 1978 i London. Initiativtagare till gruppen var Deep Purples tidigare sångare David Coverdale, som också är den enda konstanta medlemmen genom hela bandets historia. Då bandet bildades ingick också gitarristerna Micky Moody och Bernie Marsden, basisten Neil Murray samt trummisen Dave Dowle i bandet. Whitesnake nådde framgångar i Storbritannien, Europa och Japan under sina första år. Keyboardisten Jon Lord och trummisen Ian Paice, båda tidigare i Deep Purple, medverkade på albumen Ready an' Willing (1980), Come an' Get It (1981) och Saints & Sinners (1982) som alla nådde topp 10 i Storbritannien.
I mitten av 1980-talet hade Coverdale siktet inställt på att slå igenom i Nordamerika där Whitesnake i stort sett varit okända. Med stöd av det amerikanska skivbolaget Geffen Records gav Whitesnake ut Slide It In 1984, följt av ett självbetitlat album 1987 (i Europa utgivet som 1987), som blev dess största framgång dittills med över åtta miljoner sålda exemplar i USA och hitsinglarna "Here I Go Again" och "Is This Love". Whitesnake antog också en modernare stil, likt dåtidens glam metal i Los Angeles. Efter att ha givit ut Slip of the Tongue 1989 bestämde sig Coverdale för att lägga Whitesnake på is för att ta en paus från musikbranschen. Vid denna tidpunkt hade många kommit och gått i Whitesnake och bland andra Cozy Powell, Mel Galley, John Sykes, Aynsley Dunbar, Vivian Campbell och Steve Vai hade under den andra halvan av 1980-talet varit medlemmar i bandet. Bortsett från några kortlivade återföreningar på 1990-talet förblev Whitesnake mestadels inaktiv fram till 2003, då Coverdale satte ihop ett nytt band för att fira gruppens 25-årsjubileum. Sedan dess har Whitesnake släppt ytterligare fyra studioalbum och turnerat runt om i världen.
Whitesnakes tidiga sound har kännetecknats av kritiker som bluesrock, men i mitten av 1980-talet började bandet sakta gå mot en mer kommersiellt tillgänglig hårdrocksstil. Ämnen såsom kärlek och sex är återkommande i Whitesnakes texter, som har kritiserats för sitt överdrivna användande av sexuella insinuationer och dubbla budskap. Whitesnake har nominerats till flera priser under åren, inklusive bästa brittiska grupp vid Brit Awards 1988. De har också varit med på listor över de största hårdrocksbanden genom tiderna av flera medier, medan deras låtar och album har dykt upp på många topplistor av medier som VH1 och Rolling Stone.

## Historia

### 1978–1983: Bildandet och kommersiell framgång

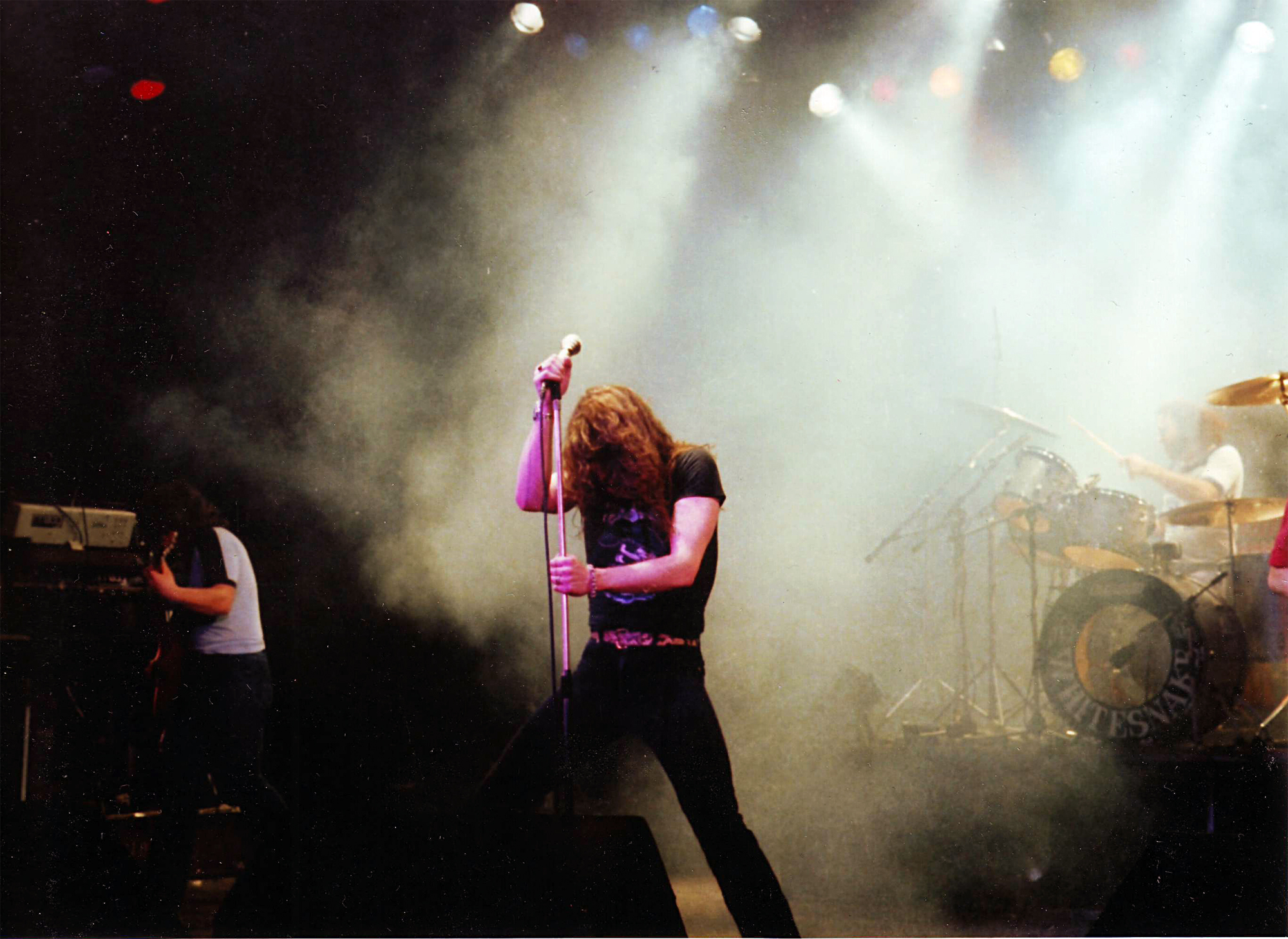
Whitesnake live i London 1981.

David Coverdale grundade Whitesnake år 1978 i North Yorkshire, England. Kärnuppsättningen av bandet hade varit Davids soloband känt som "The White Snake Band"; naturligt blev därför att kalla bandet Whitesnake. De turnerade med Coverdale som hans supportband för båda hans soloalbum, White Snake och Northwinds, mellan avslutet av Deep Purple och grundandet av Whitesnake. Under bandets första år kunde musiken bäst beskrivas som bluesrock (eller som Coverdale själv beskrev tidiga Whitesnakes stil, "progressive R&B"). Under denna tid bestod bandet av David Coverdale, Bernie Marsden, Micky Moody, Neil Murray och David Dowle, med keyboardist Brian Johnston. Johnston blev snart ersatt av Pete Solley. Solley blev själv ersatt av den före detta Deep Purple-keyboardisten Jon Lord under inspelningarna av bandets första fullängdsalbum Trouble.
"Ain't No Love in the Heart of the City" som var en cover på en låt av Bobby "Blue" Bland blev snabbt bandets första hit. Låten kan hittas på EP:n Snakebite som är bandets första officiella utgivning. Snakebite hade moderat framgång i Storbritannien. Bandets debutalbum var Trouble som gavs ut hösten 1978 och nådde plats 50 på den brittiska albumlistan. Med albumet i ryggen turnerade Whitesnake i Europa och deras första livealbum spelades in på Hammersmith Odeon och gavs 1979 ut i Japan. Samma år gavs gruppens andra studioalbum, Lovehunter, ut vilket skapade kontroverser, på grund av att det på omslaget fanns en stor bild på en naken kvinna på en orm. Albumet nådde topp-30 i Storbritannien och hade en mindre hit i "Long Way From Home". Strax efter det ersatte Ian Paice (tidigare trummis i Deep Purple) David Dowle, och nu var tre av de sex medlemmarna tidigare Deep Purple-medlemmar. Marsden svarade på detta med att ha en t-shirt på sig där det stod "No, I wasn’t in Deep fucking Purple!". Den nya uppsättningen spelade in Ready An' Willing vilket blev bandets stora genombrott och nådde topp-10 och topp-100 i Storbritannien respektive USA. Singeln "Fool For Your Loving", som hade skrivits till B.B. King, nådde nummer 13 i Storbritannien och nummer 53 i USA. Whitesnake var inte längre ett förband utan var huvudattraktionerna ute på deras turnéer. Bandet släppte Live...in ihe Heart of the City vilket var liveinspelningar från 1978 och 1980, albumet nådde som bäst plats 5 i Storbritannien. 
1981 gavs nästa studioalbum Come An' Get It ut, vilket nådde nummer 2 i Storbritannien och hade topp-20 singeln "Don't Break My Heart Again" och topp-40 låten "Would I Lie To You". Under 1982 tog Coverdale ledigt för att sköta sin sjuka dotter och lät Whitesnake ta en paus. När han kom tillbaka reformerade han bandet och ersatte Marsden, Paice och Murray med Mel Galley, Colin Hodgkinson och Cozy Powell. Innan han ersatte de tre medlemmarna hade dock nästa studioalbum hunnit spelats in, nämligen Saints & Sinners. Det nådde också topp-10 i Storbritannien och innehöll bland annat "Here I Go Again". Den nya formationen turnerade 1982-1983. 14 januari 1983 spelade Whitesnake på Johanneshovs isstadion i Stockholm med Ozzy Osbourne som förband. Bandet var huvudakt på festivalen Monsters of Rock augusti 1983 och singeln "Victim Of Love" nådde nummer 31 i Storbritannien.

### 1983–1988: Från bluesrock till hårdrock och världssuccé

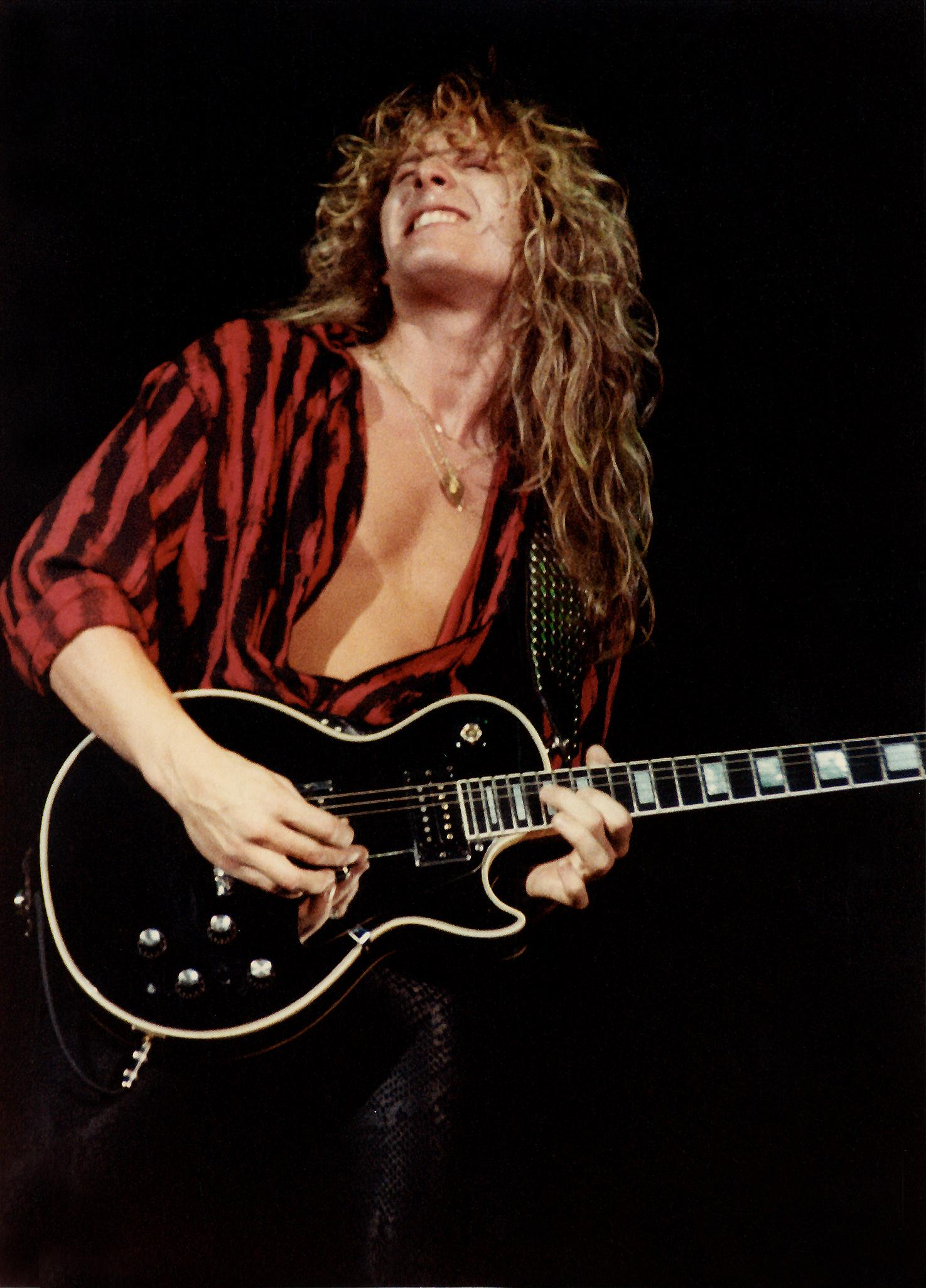
John Sykes var gitarrist i bandet mellan 1984 och 1987.

Moody blev ersatt av den före detta Thin Lizzy-gitarristen John Sykes, samtidigt som Neil Murray kom tillbaka som basist. Denna nya uppsättning säkrade en stor deal med Geffen Records. Slide It In, det nästa studioalbumet, släpptes både i en brittisk version och i en USA-version. Även om Coverdale inte trodde att det behövde göras två versioner av albumet så sålde Slide It In dubbelt-platinum (över 2 000 000 skivor) i USA. Albumet hade stora hits i "Slow an' Easy", "Love Ain't No Stranger" och titelspåret. I Storbritannien gick det även bra för singlarna "Guilty of Love" och "Give Me More Time". 1984 skadade Mel Galley sin hand, vilket ledde till att Sykes fick bli ensam gitarrist. Några veckor senare lämnade Lord bandet, för att reformera en uppsättning av Deep Purple. En keyboardist/organist i form av Richard Bailey togs in, men fick alltid spela bakom scenen. Turnén slutfördes med ett bejublat framträdande för mer än 100 000 människor på Rock in Rio. 
Cozy Powell lämnade bandet efter Rock in Rio, och trummisen Aynsley Dunbar togs in. Likaså gjordes keyboardisten/organisten Don Airey. Studioalbumet som släpptes 1987 var betitlat 1987 i Europa, Serpens Album i Japan, och Whitesnake i USA. Albumet sålde över åtta miljoner exemplar enbart i USA och blev en stor framgång. Singeln "Here I Go Again" (en nyinspelning från Saints and Sinners) nådde plats 1 i USA och singeln "Is This Love" (från början skriven till Tina Turner) nådde plats 2 i USA. Andra hits var "Still of the Night" (som då var MTV:s längsta musikvideo) och "Give Me All Your Love". Musikvideorna spelades ofta på MTV, och Tawny Kitaen, dåvarande flickvän till Coverdale, blev känd genom att visa sig i musikvideorna. Alla bandmedlemmar sparkades av Coverdale och den enda förutom Coverdale som var med på 1987 var Adrian Vandenberg, som bland annat spelade solot till "Here I Go Again". Nya medlemmar, förutom Vandenberg, var nu Rudy Sarzo, Tommy Aldridge och Vivian Campbell.

### 1988–1993: Slip of the Tongue och Coverdale and Page
Campbell lämnade Whitesnake i slutet av 1988, och kom senare att ersättas av Steve Vai. Vandenberg skadade sig, så Vai kom att bli ensam gitarrist på Slip of the Tongue även om Vandenberg och Coverdale skrivit alla låtar tillsammans, förutom nyinspelningen av "Fool For Your Loving". Albumet sålde i över 3 000 000 exemplar i USA. Hits var: "Fool For Your Loving (#37 USA, #43 Storbritannien), "The Deeper the Love" (#28 USA, #25 Storbritannien), och "Now You're Gone" (#31 Storbritannien). Under 1990 var Whitesnake åter huvudakt på Monsters of Rock där bland andra Aerosmith och Poison också spelade. 
Efter en inaktiv period så tog Whitesnake officiellt ett uppehåll 1991. Coverdale spelade in ett album med gitarristen Jimmy Page, som tidigare spelat i Led Zeppelin, under namnet "Coverdale-Page". Den blev genast en platinasäljare (1 000 000 skivor) i USA. Därefter turnerade de i Japan.

### 1994–1997: Greatest Hits, Starkers in Tokyo och Restless Heart
En ny uppsättning av bandet ordnades och Whitesnake's Greatest Hits släpptes av Geffen 1994. Detta album nådde högt i Storbritannien (topp-5) och har sålt i cirka 1 000 000 exemplar i USA. Whitesnake begav sig på en kort turné i Europa med den före detta Ratt-gitarristen Warren DeMartini (och fortsatt Adrian Vandenberg), trummis Denny Carmassi, basist återigen Rudy Sarzo. Whitesnake hade efter det en inaktiv period fram till 1997. För att fira 10 år sedan albumet 1987 släpptes, gavs ett akustiskt livealbum ut som spelats in med Coverdale och Vandenberg. Albumet betitlades Starkers in Tokyo. Detta album inspirerade dem att göra ett nytt studioalbum, Restless Heart. Coverdale hade från början tänkt albumet att vara ett solalbum men blev pressad att släppa albumet som "David Coverdale and Whitesnake". Albumet nådde topp-40 i Storbritannien. Singeln "Too Many Tears" nådde plats 46 i Storbritannien. Coverdale lade ned bandet efter att han turnerat Restless Heart.

### Från 2002: Återförening och senare år
I december 2002 återbildade Coverdale Whitesnake för bandets 25-årsjubileum. Doug Aldrich och Reb Beach blev bandets gitarrister, Marco Mendoza blev ny basist, och trummisen Tommy Aldridge kom tillbaka till bandet. I uppsättningen ingick även keyboardisten Timotyh Drury. Under 2003 headlinade gruppen "the Rock Never Stops Tour" med andra populära band.
Banduppsättningen förblev konstant till 2005 då Mendoza lämnade Whitesnake; han ersattes av Uriah Duffy. I februari 2006 släppte Whitesnake en live-DVD, In the Still of the Night som vann pris för bästa live-DVD. De släppte 2006 fyra nya studioinspelade låtar och gav 2008 ut albumet Good to Be Bad som nådde plats 5 i Storbritannien. 2011 gavs bandets elfte studioalbum ut, Forevermore.
Trummisen Brian Tichy hoppade av bandet den 4 januari 2013, vilket bekräftades av Coverdale i ett pressmeddelande. Den 5 juni 2013 spelade Whitesnake i Stockholm på Gröna Lunds stora scen.

## Ett soloprojekt eller en grupp
Bandet Whitesnake föregicks av två soloalbum från Coverdale, varav den ena betitlad "David Coverdale White snake" vilket tydligt visar på att Whitesnake från början var Coverdales projekt. Whitesnake stod under det tidiga 1980-talet för en utveckling av hårdrock mot mer bluesbaserad musik eller i bluesens fotspår; jämfört med exempelvis övriga delar av Deep Purple (Rainbow, Ian Gillan) använde Coverdales Whitesnake lägre tempo och tydligare bluesreferenser. Efter de kommersiella genombrotten (1987 i USA, sent 70-tal/tidigt 80-tal i Europa och Japan) ändrades stilen något och blev mindre bluesinspirerad. Flera senare hits från bandet var också typiska powerballader.

## Medlemmar
Nuvarande medlemmar
- David Coverdale — gitarr, kör (1978–1990, 1994, 1997, 2003–idag)
- Tommy Aldridge — trummor (1987–1990, 2003–2007, 2013–idag)
- Reb Beach — gitarr, kör, klaviatur (2003–idag)
- Joel Hoekstra — gitarr, kör (2014–idag)
- Michele Luppi — keyboard, kör (2015–idag)
- Dino Jelusick — keyboard, kör (2021–idag)
- Tanya O'Callaghan — bas, kör (2021–idag)

Tidigare medlemmar

- Neil Murray — elbas (1978–1982, 1983–1986)
- Micky Moody — gitarr, kör (1978–1981, 1982–1983)
- Bernie Marsden — gitarr, kör (1978–1982)
- Dave Dowle — trummor (1978–1979)
- Jon Lord — keyboard (1978–1984)
- Ian Paice — trummor (1979–1982)
- Cozy Powell — trummor (1982–1985)
- Mel Galley — gitarr, kör (1982–1984)
- Colin Hodgkinson — bas, kör (1982–1983)
- John Sykes — gitarr, kör (1983–1986)
- Aynsley Dunbar — trummor (1985–1986)
- Adrian Vandenberg — gitarr, kör (1987–1990, 1994, 1997)
- Rudy Sarzo — elbas, kör (1987–1990, 1994)
- Vivian Campbell — gitarr, kör (1987–1988)
- Steve Vai — gitarr, kör (1989–1990)
- Denny Carmassi — trummor (1994, 1997)
- Warren DeMartini — gitarr, kör (1994)
- Paul Mirkovich — keyboard (1994)
- Brett Tuggle — keyboard, kör (1997)
- Guy Pratt — bas, kör (1997)
- Steve Farris — gitarr, kör (1997)
- Tony Franklin — bas, kör (1997)
- Derek Hilland — keyboard (1997)
- Doug Aldrich — gitarr, kör (2003–2014)
- Timothy Drury — keyboard, kör (2003–2010)
- Marco Mendoza — bas, kör (2003–2005)
- Uriah Duffy — bas, kör (2005–2010)
- Chris Frazier — trummor (2007–2010)
- Brian Tichy — trummor, kör (2010–2013)
- Michael Devin — bas, kör (2010–2021)

## Diskografi

### Studioalbum
- 1978 – Trouble
- 1979 – Lovehunter
- 1980 – Ready An' Willing
- 1981 – Come An' Get It
- 1982 – Saints & Sinners
- 1984 – Slide It In
- 1987 – 1987
- 1989 – Slip of the Tongue
- 1997 – Restless Heart
- 2008 – Good to Be Bad
- 2011 – Forevermore
- 2015 – The Purple Album
- 2019 – Flesh & Blood

### EP
- 1978 – Snakebite

### Livealbum
- 1980 – Live... in the Heart of the City
- 1997 – Starkers in Tokyo